# انجیرک (هرسین)
انجیرک (هرسین)، روستایی از توابع بخش مرکزی شهرستان هرسین در استان کرمانشاه کشور ایران است.

## جمعیت
این روستا در دهستان حومه قرار دارد و براساس سرشماری مرکز آمار ایران در سال ۱۳۸۵، جمعیت آن ۸۱ نفر (۱۶خانوار) بوده‌است.